# Stok (geomorfologia)

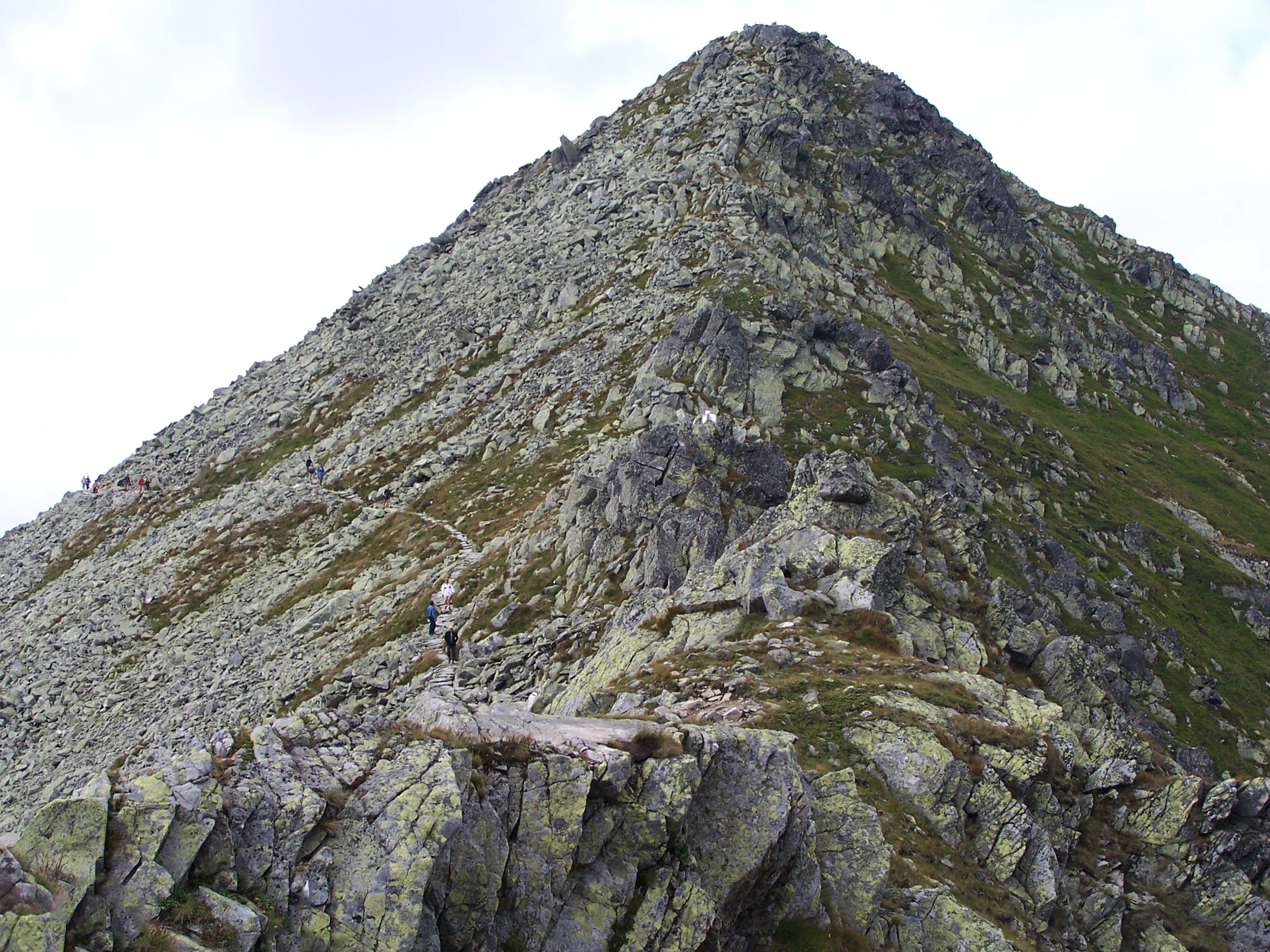
Stoki góry

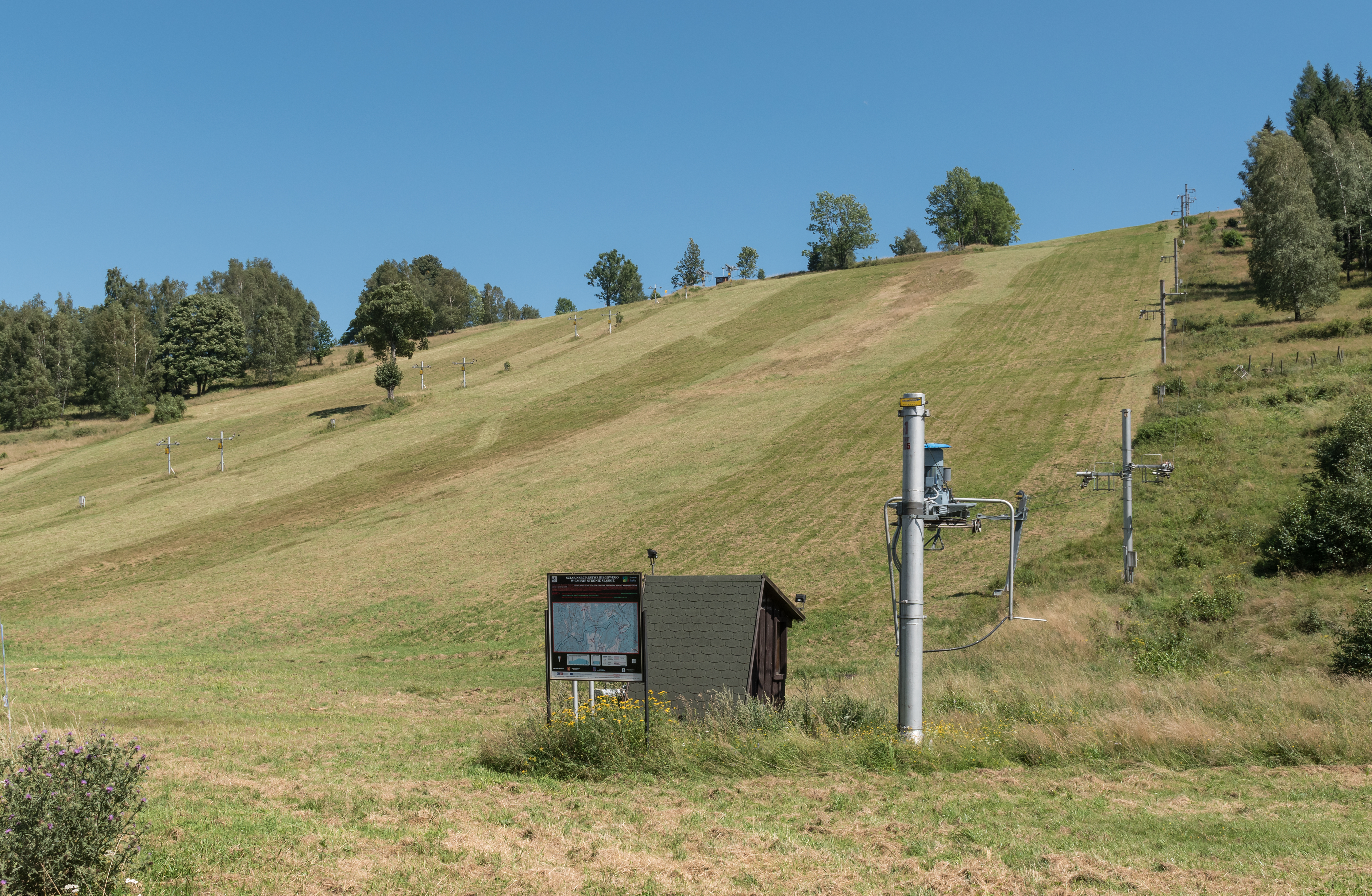
Stok z wyciągami narciarskimi

Stok – nachylona powierzchnia formy terenu, gdzie jej nachylenie wynosi co najmniej 1,5-2°.
Termin stok ma dwa znaczenia – szersze i węższe. W znaczeniu ogólnym, używanym zwłaszcza w geologii dynamicznej, oznacza każdą nachyloną powierzchnię terenu, między kulminacją a podnóżem. W węższym znaczeniu tak nazywa się powierzchnię nachyloną formy wypukłej. W odniesieniu do form wklęsłych bardziej odpowiedni jest termin zbocze. W ujęciu geomorfologicznym zbocze jest rodzajem stoku występującym w rzeźbie dolin, związanym z procesami erozji.
Do opisu stoku służą następujące parametry:
- położenie,
- średnie nachylenie,
- długość lub różnica wzniesień,
- ekspozycja (wystawa),
- powierzchnia.

## Rodzaje stoków
Ze względu na profil wzdłuż stoku wyróżnia się następujące rodzaje stoków:
- prostoliniowe (kąt nachylenia nie zmienia się na całej długości stoku),
- wypukłe (kąt nachylenia zwiększa się w kierunku podstawy wzniesienia),
- wklęsłe (kąt nachylenia zwiększa się w kierunku wierzchołka wzniesienia),
- schodkowe,
- pionowe,
- przewieszone,
- złożone.

Ze względu na profil w poprzek stoku wyróżnia się:
- stoki planarne,
- stoki zbieżne,
- stoki rozbieżne.

Uwzględniając materiał będący podłożem stoku, wyróżnia się:
- stoki skalne,
- stoki w materialne nieskonsolidowanym,
- stoki okryte zwietrzeliną.